# Флаг Артигаса
Флаг Арти́гаса (исп. Bandera de Artigas) — флаг, разработанный в XIX веке южноамериканским военным и политическим деятелем Хосе Хервасио Артигасом. Является одним из национальных символов Уругвая (где он по закону должен иметь те же пропорции, что и национальный флаг страны), флагом аргентинской провинции Энтре-Риос, был флагом Федеральной Лиги, флагом Республики Энтре-Риос.

## Описание
Флаг представляет собой прямоугольное полотнище, состоящее из трёх горизонтальных полос одинаковой ширины (синих по краям, и белой полосы посередине), пересечённых по диагонали красной полосой той же ширины. Оттенки цветов могут различаться: в Уругвае флаг использует густой синий цвет, в Аргентине — бледный.

## История
В 1810 году в результате Майской революции вице-королевство Рио-де-ла-Плата провозгласило независимость, став государством Соединённые провинции Южной Америки, однако в течение некоторого времени продолжало использовать испанский флаг. 27 февраля 1812 года Мануэль Бельграно разработал для своих войск флаг, имеющий две голубые полосы по краям и белую полосу посередине, и предложил его в качестве флага для Соединённых провинций, однако из-за сложной обстановки (военная ситуация в тот момент складывалась ещё не в пользу повстанцев) «Великая хунта» предпочитала в то время делать вид, что восстание было организовано не за отделение от Испании, а против узурпации трона французами, и поэтому принятие предложения Бельграно затормозилось до апреля 1815 года.
Тем временем воевавший в Восточной полосе Артигас из-за предательства буэносайресцев был вынужден уйти вместе с местными жителями через реку Уругвай на запад, поставив под свой контроль провинции Энтре-Риос и Корриентес. Осенью 1812 года к власти в Буэнос-Айресе пришёл Второй Триумвират и созвал Ассамблею, которая должна была определить будущее устройство страны. Делегаты Артигаса получили инструкции настаивать на автономии Восточной полосы, но власти предпочитали строить унитарное государство, и Ассамблея, где доминировала ложа «Лаутаро», отвергла их. Сторонники федерализации начали группироваться вокруг фигуры Артигаса, образовав Лигу свободных людей.
Началась первая гражданская война в истории Аргентины. После сражении при Гаябосе (также известного как «сражение при Арерунга») 10 января 1815 года вся Восточная полоса перешла в руки федералистов, и 13 января Артигас впервые поднял свой собственный флаг. В феврале он уже развевался по всей Восточной полосе, а в марте был поднят над провинцией Энтре-Риос. В первоначальном варианте это был флаг, разработанный Мануэлем Бельграно, в котором на каждой из синей полос были добавлены горизонтальные красные полосы, символизирующие пролитую кровь.
В апреле 1815 года буэнос-айресское правительство утвердило флаг Мануэля Бельграно в качестве своего официального флага, и так как выяснилось, что в полевых условиях тонкие красные полоски плохо различимы издали, из-за чего два флага путались, то Артигас изменил прохождение красных полос, пустив их по диагонали, а затем и вовсе слив две полосы в одну.
В 1815—1820 годах этот флаг был официальным флагом Федеральной Лиги. В 1820 году, разгромив силы «унитаристов», губернаторы провинций Энтре-Риос, Санта-Фе и Корриентес подписали с Буэнос-Айресом соглашение и воссоединились с Соединёнными провинциями, тем самым развалив Федеральную Лигу. Артигас вступил в конфликт с бывшими союзниками, был разбит и бежал в Парагвай. Преследуя Артигаса, Франсиско Рамирес 19 сентября занял город Корриентес, объявив себя губернатором провинции Корриентес и всего Междуречья. Была провозглашена Республика Энтре-Риос, просуществовавшая до октября 1821 года; флагом республики был вариант флага Артигаса.

## Использование
В соответствии с декретом № 557/976 президента Республики Уругвай, Флаг Артигаса должен размещаться наряду с национальным флагом Уругвая и флагом Тридцати трёх Ориенталес на государственных зданиях Уругвая по национальным праздникам.
Значительную часть XX века Национальные военно-морские силы Уругвая использовали флаг Артигаса в качестве гюйса. Военно-воздушные силы Уругвая используют флаг Артигаса в качестве опознавательного знака (как в форме флага, так и в форме ронделя) на фюзеляжах и крыльях. Кокарда вооружённых сил Уругвая также имеет дизайн, основанный на флаге Артигаса.